# Avenue de la Victoire (Bucarest)
Pour les articles homonymes, voir Avenue de la Victoire.
L'avenue de la Victoire (en roumain : Calea Victoriei) est une avenue du centre de Bucarest, en Roumanie.

## Situation
L'avenue commence au sud à la Dâmbovița et se déroule jusqu'au nord et au nord-ouest, avant de s'achever sur la place de la Victoire, au-delà de laquelle elle est prolongée par la chaussée Kiseleff.

## Histoire
Durant la période de règne de Constantin II Brâncoveanu, l'avenue, qui n'était pas incluse dans Bucarest, portait le nom de Drumul Brașovului (route de Brașov) et était formée seulement par le Cercle Militaire et la Place de la Victoire.
La partie comprise entre la Piața Națiunilor Unite (l'ancienne Piața Senatului) et le Boulevard de la Reine Élisabeth était connu sous le nom de Ulița Mare spre Sărindar (rue principale de Sărindar) du fait de la présence de l'église Sărindar. (Maintenant il s'agit du Cercle Militaire National).
L'avenue, résultat de l'union de la rue de Brasov et de la rue principale de Sărindar, a été ouverte en 1692, par le Prince du Pays roumain, Constantin II Brâncoveanu, sous le nom de Podul Mogoșoaiei (pont de la Mogoșoaia). L'avenue nouvelle a été pavée avec de troncs d'arbre et c'est par cette manière de paver la rue qu'on lui a donné la dénomination de « pont ».
Elle a ensuite été aménagée pour réaliser un chemin entre la succession du Prince, le palais de Mogoșoaia, et le palais royal, à proximité de la Vieille cour.
Elle est devenue une artère principale de la capitale, accueillant sur toute sa longueur des habitations, des églises, des auberges, des hôtels, des magasins, des boutiques de luxe, des cafés et des institutions d'État.
Au début du XVIIIe siècle, la rue a été illuminée au moyen de réverbères imbibés d'huile ou de résine. Pendant le règle de Grigore IV Ghica, la voie a été pavée en pierre. En 1882, les premières installations électriques de Bucarest sont installées au palais royal via Calea Victoriei.
Ainsi, les bâtiments construits sont apparus au cours du temps, de taille et de style différents, créant un ensemble particulier du point de vue de l'urbanisme et de l'architecture, la rue devenant de plus en plus importante pour Bucarest depuis le XIXe devant une artère principale.
Le 8 octobre 1878, lorsque l'armée roumaine a fait son entrée triomphante dans la capitale, à la suite de la victoire lors de la guerre d'indépendance l'ancien nom Podul Mogoșoaiei a été abandonné pour le nom actuel de Calea Victoriei.
Pendant la période communiste, l'avenue est source d'inspiration du régime pour la construction de nouvelles routes (en 1980). L'artère prit temporairement le nom de Calea Victoriei Socialismului, avenue de la victoire du Socialisme.

## Lieux et monuments

### Lieux existants

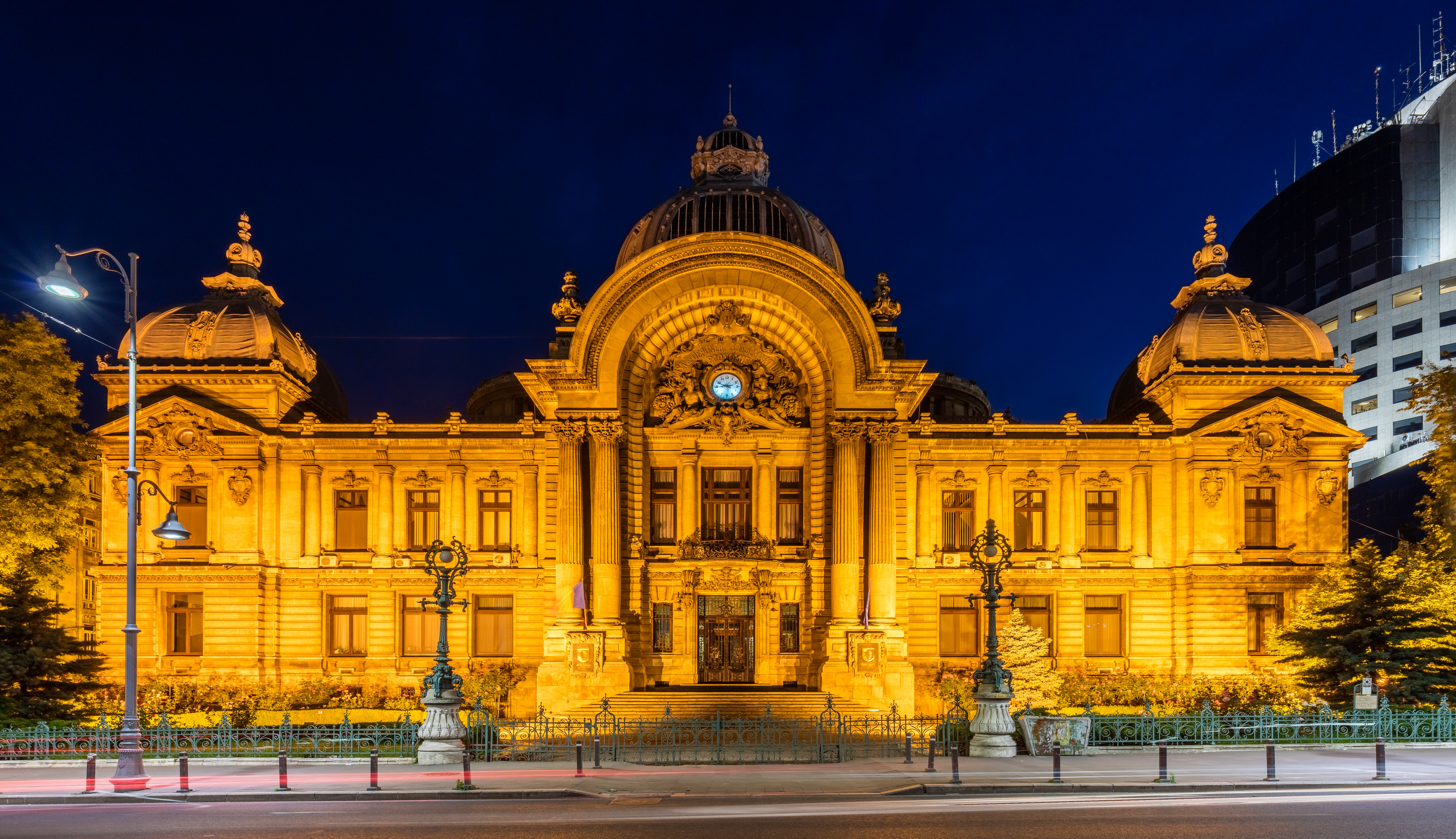
Palais CEC, SIège de la banque CEC.

- Musée national d'histoire de Roumanie (Palais de la Poste) : le palais de la poste a été construit entre 1894 et 1900. Il est devenu un musée en 1971. C'est ici que se situe le Trésor National.
- Église Zlătari : elle est située à côté du Musée national d'histoire de Roumanie. Elle a été érigée en 1637 sur les lieux d'une vieille église de bois et a été reconstruite en 1715 par les soins de Mihai Cantacuzino.
- Biserica Doamnei : cette église se situe à l'intersection de l'artère avec le Boulevard Élisabeth. Elle a été construite en 1683 par Madame Maria, deuxième épouse de Șerban Ier Cantacuzène.
- Grand Hôtel du Boulevard : sa construction commence en 1865 selon les plans de l'architecte Alexandru Orăscu
- Palais "CEC" : le bâtiment se situe en vis-à-vis du Musée national d'histoire de Roumanie. Il a été érigé en 1900 sur les plans de l'architecte français Paul Gottereau.
- Cercle militaire national : bâtiment militaire se trouvant en face du Grand Hôtel du Boulevard. Il a été construit en 1912, dans un style néoclassique français, sur les plans des architectes Maimarolu Dimitri, Victor Stefanescu et Ernest Doneaud.
- Casa Capșa : la Maison Capșa est située en face du Cercle Militaire National. Le restaurant a été ouvert en 1881. Le temps d'un siècle, il est devenu l'un des meilleurs restaurant de la capitale.
- Théâtre Odéon : il a été construit sur les lieux où a existé la maison de Costache Ghica.
- Palais du Téléphone : construit en 1933 sur les plans des architectes américains Louis Weeks et Walter Froy. Il était à ce moment-là le plus haut bâtiment de Bucarest (53 m).
- Passage Macca-Villacrosse : réalisé par l'architecte Filip Xenopol en 1891. Il est recouvert de verrières et accueille des boutiques, des cafés et des logements.
- Église Crețulescu : église qui a été construite en 1722 par Iordache Crețulescu et sa femme, Safta, fille de Constantin II Brâncoveanu.
- Monument de la Renaissance Nationale : situé Piața Revoluției. Construit par Alexandru Ghilduș et inauguré en 2005.
- Musée national d'art de Roumanie (Palais royal) : situé Piața Revoluției. Le palais a été construit sur les plans de l'architecte Nicolae Nenciulescu et inauguré en 1937. Il accueille désormais le musée national d'art de Roumanie où sont notamment exposées des œuvres de Theodor Aman, Nicolae Grigorescu, Ion Andreescu, Ștefan Luchian, Theodor Pallady, Gheorghe Petrașcu, Le Greco, Rembrandt, Pierre Paul Rubens.
- Palais du Sénat : situé Piața Revoluției. Initialement il s'agissait du Conseil des Ministres, puis du siège du Comité Central du Parti Communiste Roumain. Désormais, il accueille le Ministère de l'Administration et de l'Intérieur.
- Bibliothèque Centrale de l'Université de Bucarest : situé en vis-à-vis du Palais royal de Bucarest. Construit en 1893 sur les plans de Paul Gottereau et inauguré par le roi Carol Ier.
- Athénée Palace : en vis-à-vis de l'Athénée roumain. Il s'agit de la première construction en béton armé de Bucarest. Construit entre 1912 et 1914 sur les plans de l'architecte Théophile Bradeau. Il a été repris par Hilton.
- Athénée roumain : situé Piața Revoluției. L'édifice a été construit entre 1886 et 1888 à partir des plans de l'architecte français Albert Galleron. Il accueille la Philharmonie "George Enescu".
- Église blanche : fondée par le prêtre Neagu Dârvaș au début du XVIIIe siècle. L'intérieur est peint par George Tattarescu.
- Musée de collections d'art (Palais Romanit) : érigé en 1883 sur les lieux de l'ancienne maison du boyard Romanit, construit au début du XIXe siècle par le boyard Constantin Faca, puis terminé et meublé par le trésorier de Romanit. Le Prince Al.I. Cuza a loué la maison pour installer la Chancellerie royale. Il accueille le musée de collections d'art depuis 1978.
- Musée de la céramique et du verre (Palais Știrbei) : construit en 1835 sur les plans de l'architecte français Sanjouand
- Union des écrivains : Anciennement Maison Monteoru, construite selon les plans de l'architecte Nicolae Cuțarida
- Casa Cesianu : située à l'intersection avec le Boulevard de Dacie. Ancien siège de la légation d'Allemagne à Bucarest.
- Académie Roumaine du Bâtiment : en vis-à-vis du Casino Victoria. L'académie du bâtiment est une des plus vieilles de la capitale. Ancienne maison de la bourgeoise Cesianu.
- Église Saint-Nicolae-Tabacu : en vis-à-vis de l'académie de Roumanie, construite en fin du XVIIe siècle.
- Casa Vernescu : Maison construite en 1820 par la famille Lenș. En 1886, Gheoghe Vernescu en devient le propriétaire. La construction a été réalisée par l'architecte Ion Mincu.
- Institut d'histoire de l'art : situé à l'intersection de la rue G. Manu en vis-à-vis du Musée George Enescu. Ancienne maison de l'avocat Dissecu. Construite par Grigore Cerkez et Alexandru Clavel dans un style éclectique.
- Palais Cantacuzino (Musée National "George Enescu") : construit sur les plans de l'architecte I.D. Berindei dans un style rococo, néoclassique français, art nouveau entre 1898 et 1900. La façade de l'immeuble dispose d'une entrée monumentale gardée par deux lions. Au cours de la Seconde Guerre mondiale, le palais était le siège de la Présidence du Conseil des Ministres.

### Lieux n'existant plus
- Terasa Otetelișanu (aujourd'hui Palatul Telefoanelor (le palais du téléphone))
- un ancien Théâtre National (aujourd'hui l'hôtel Novotel)
- Église Sărindar (aujourd'hui Cercle Militaire National)
- Église Saint Jean (Aujourd'hui Casa de Economii și Consemnațiuni)
- Casa Prager (aujourd'hui bâtiment de la loterie nationale)

En 2006, un projet « Itinéraires culturels à Bucarest » a été lancé  souhaitant aménager une zone d'activités culturelles sur Calea Victoriei.